# Harald Vavrik
Harald Vavrik (* 19. August 1935 in Leoben) war ehemaliger österreichischer Botschafter und ehemaliger Kabinettsdirektor der Österreichischen Präsidentschaftskanzlei.

## Leben
Der im Jahre 1935 in Leoben geborene Vavrik war 1952 Austauschschüler an der Washington Catholic High School in Washington, D.C. und machte daraufhin im Jahre 1953 die Matura in Leoben. Von 1953 bis 1957 studierte er Rechtswissenschaft an der Universität Wien, wo er zum Doktor der Rechte promoviert wurde. Von 1957 bis 1958 studierte er am Institut d’études politiques de Paris und schloss mit dem Certificat d’Études Politiques ab.
1958 trat er in den diplomatischen Dienst ein und war bis 1961 in der Zentrale in Wien tätig. Von 1961 bis 1965 arbeitet er in der österreichischen Vertretung bei den internationalen Organisationen in Genf, von 1965 bis 1968 beim Generalsekretär des Außenministeriums in Wien, von 1968 bis 1970 in der Botschaft Rom, von 1970 bis 1973 in der Botschaft in Lissabon und von 1973 bis 1974 als Erstzugeteilter der Botschaft in Paris. Von 1975 bis 1977 war er Kabinettschef von Außenminister Erich Bielka in Wien, von 1977 bis 1981 Botschafter in Rabat und von 1981 bis 1985 Botschafter in Brasilia.
Ab 1985 war er im Außenministerium in Wien, zuerst als Abteilungsleiter für bilaterale Wirtschaftsbeziehungen und anschließend als stellvertretender Sektionschef für Wirtschaft. Von 1992 bis zu seiner Pensionierung 1996 war er Kabinettsdirektor der Österreichischen Präsidentschaftskanzlei bei Bundespräsident Thomas Klestil.

## Privates
Er ist Vater des ehemaligen österreichischen Abgeordneten zum Nationalrat Christoph Vavrik.
| Vorgänger         | Amt                                                    | Nachfolger         |
| ----------------- | ------------------------------------------------------ | ------------------ |
| Johannes Willfort | österreichischer Botschafter in Rabat 1977 bis 1981    | Paul Leifer        |
| Walter Magrutsch  | österreichischer Botschafter in Brasilia 1981 bis 1985 | Hans-Peter Glanzer |